# كوبا أمريكا تحت 17 سنة 2017
كوبا أمريكا تحت 17 سنة 2017 (بالإسبانية: Campeonato Sudamericano de Fútbol Sub-17 de 2017)‏ هو الموسم 15 من كوبا أمريكا تحت 17 سنة. أقيم خلال الفترة 23 فبراير 2017 وحتى 19 مارس 2017، وأشرف على تنظيمه كونميبول، وكان عدد الأندية المشاركة فيه 10، وفاز فيه منتخب البرازيل تحت 17 سنة لكرة القدم.

## المنتخبات المشاركة
All ten CONMEBOL member national teams entered the tournament.
| المنتخب            | المرحلة العمرية | الاداء في البطولات السابقة             |
| ------------------ | --------------- | -------------------------------------- |
| الأرجنتين          | 17th            | البطل (3 مرات, most recent 2013)       |
| بوليفيا            | 17th            | البطل (1 time, 1986)                   |
| البرازيل (holders) | 17th            | البطل (11 مرات, most recent 2015)      |
| تشيلي (hosts)      | 17th            | الوصيف (1 time, 1993)                  |
| كولومبيا           | 17th            | البطل (1 time, 1993)                   |
| الإكوادور          | 16th            | Third place (4 مرات, most recent 2015) |
| باراغواي           | 16th            | الوصيف (1 time, 1999)                  |
| بيرو               | 17th            | Fourth place (1 time, 2007)            |
| الأوروغواي         | 17th            | الوصيف (3 مرات, most recent 2011)      |
| فنزويلا            | 17th            | الوصيف (1 time, 2013)                  |

## الملاعب
وفقًا لمصادر الرابطة الوطنية التشيلية لكرة القدم للمحترفين ANFP ، تم تسمية تشيلي كدولة مضيفة للبطولة خلال اجتماع اللجنة التنفيذية للكونميبول الذي عقد في 12 مايو 2015 ،  صدق الكونميبول على ذلك في اجتماع آخر للجنة التنفيذية عقد في 4 أبريل 2016.  الأماكن التي تم اختيارها كانت ملعب آيل تنينتي و ملعب رانكاغوا (المجموعة A والمرحلة النهائية) و ملعب فيسكال دي تالكا (المجموعة B). في 22 فبراير 2017 ، تمت إضافة ملعب لا غرانجا ، كوريكو كمكان للطوارئ لاستضافة أول مباراتين من المجموعة B منذ أن كان ملعب Estadio Fiscal في حالة سيئة.
| المدينة    | رانكاغوا                                        | تالكا                                           | كوريكو                                          |
| ---------- | ----------------------------------------------- | ----------------------------------------------- | ----------------------------------------------- |
| الملعب     | Estadio El Teniente                             | Estadio Fiscal                                  | Estadio La Granja                               |
| الصورة     |                                                 |                                                 |                                                 |
| الاحداثيات | 34°10′41″S 70°44′15″W / 34.177917°S 70.737507°W | 35°25′11″S 71°40′26″W / 35.419771°S 71.673905°W | 34°58′28″S 71°13′47″W / 34.974444°S 71.229722°W |
| السعة      | 13,849                                          | 8,200                                           | 8,000                                           |

## روابط خارجية
- Sudamericano Masculino Sub 17 Chile 2017 باللغة الإسبانية

| سبقه كوبا أمريكا تحت 17 سنة 2015 | كوبا أمريكا تحت 17 سنة 2017 | تبعه 2019 South American U-17 Championship ‏ |